# 尾巴主义
尾巴主义（俄语：Хвостизм），马列主义术语，指盲从群众观点的实践倾向。

## 历史
1903年列宁在文章《崩得在党内的地位》中首次创造了尾巴主义这个概念：
“在我们看来，这个结论是彻头彻尾的机会主义，是十足的“尾巴主义”。”
列宁首先用尾巴主义来形容“经济主义”分子（经济派），他们否认党的领导作用和理论在工人阶级运动中的重要性，认为党不应该在革命局势中起带头作用，而应该允许经济事件——危机、罢工、动乱——自行展开，成为自发发展的运动；然后，党将继续关注这些事件的进展，跟随事件的尾部。列宁认为，他们的立场意味着党应该落后于工人运动，这不行，党是先锋队，要教育、鼓动、寻找机会。列宁批驳了这种抹杀工人阶级的先锋队同其他部分的界限、迁就落后阶层的尾巴主义观点。列宁还称孟什维克的观点是组织上的尾巴主义。这种尾巴主义正是仇视组织性、纪律性，反对集中制的无政府主义者的心理的必然产物。
斯大林在文章《关于德国共产党的前途和布尔什维克化》中写：
“必须使党在自己的工作中善于把最高的原则性（不能和宗派主义混为一谈！）和与群众最广泛的联系及接触（不能和尾巴主义混为一谈！）结合起来。不然，党不但不可能教导群众，而且也不可能向群众学习；不但不可能引导群众并把他们提高到党的水平，而且也不可能倾听群众的呼声和预料到他们的迫切需要。”
茅盾在《子夜》十五：“如果我犯了尾巴主义的错误，那么，目前下级干部整个是尾巴主义！”
毛泽东发展了这一概念，把尾巴主义定义为右倾机会主义在群众工作中的体现，放弃领导、迎合落后分子的错误意见的思想和行为：
教条主义、经验主义、命令主义、尾巴主义、宗派主义、官僚主义、骄傲自大的工作态度等项弊病之所以一定不好，一定要不得，如果什么人有了这类弊病一定要改正，就是因为它们脱离群众。
。。。。。。。

在一切工作中，尾巴主义也是错误的，因为它落后于群众的觉悟程度，违反了领导群众前进一步的原则，害了慢性病。我们的同志不要以为自己还不了解的东西，群众也一概不了解。许多时候，广大群众跑到我们的前头去了，迫切地需要前进一步了，我们的同志不能做广大群众的领导者，却反映了一部分落后分子的意见，并且将这种落后分子的意见误认为广大群众的意见，做了落后分子的尾巴。
尾巴主义是指当进行某一项任务的条件已经成熟、群众的觉悟已经达到一定程度时，领导者却对客观形势估计不足，把一部分落后群众的意见当作广大群众的意见，因而做了落后分子的尾巴，落在群众的后面，失去对群众的领导作用。具体表现为：
- 在思想上，忽视革命理论的意义，崇拜自发性；
- 在政治上，放弃党的领导，强调“群众要怎么办就怎么办”，迁就群众中保守的或过激的意见，甚至是少数人的错误意见；
- 在组织上表现为松弛涣散、放任自流，忽视积极的组织工作和宣传工作。

2016年10月27日中共中央十八届六中全会通过的《关于新形势下党内政治生活的若干准则》指出：“坚决反对命令主义，坚决反对‘尾巴主义’，不允许为了个人政绩、选票和形象脱离实际随意决策、随便许愿。”